# Зороастризм в Китае
Зороастризм (кит. 琐罗亚斯德教 Suǒluōyàsīdéjiào или кит. 祆教 Сянцзяо, «Учение о поклонении Небесам»; также называется кит. 波斯教 Bōsījiào, «Персидское учение»; также кит. 拜火教 Bàihuǒjiào, «передача огнепоклонников»; также кит. 白頭教 Báitóujiào, «учение старости») был впервые завезён в северный Китай в IV веке или даже раньше согдийцами и развивался в три этапа. Некоторые учёные предоставляют доказательства, свидетельствующие о существовании зороастризма или более широкой иранской религии в Китае ещё во II и I веках до нашей эры. Поклонение Митре действительно совершалось при дворе императора У-ди (157-87 гг. до н. э.).
Первая фаза зороастризма в Китае началась при династиях Вэй и Цзинь периода Южных и Северных династий (220—589 гг.), когда согдийские зороастрийцы продвинулись в Китай. Они не обращали в свою веру китайцев, и с этого периода известны только два фрагмента зороастрийской литературы, оба на согдийском языке. Одним из них является перевод Ашем Воху, обнаруженный Аурелем Стейном в Дуньхуане и сейчас хранящийся в Британском музее. Династия Тан (618—907) запретила китайцам исповедовать зороастризм, поэтому он оставался в основном религией иностранных жителей. До восстания Ань Лушаня (756—763) согдийцы и китайцы жили как отдельные этнические группы; однако после восстания смешанные браки стали обычным явлением, и согдийцы постепенно ассимилировались китайцами.
Помимо согдийских зороастрийцев, после падения династии Сасанидов (651 г.), на протяжении VII и VIII веков иранские зороастрийцы, включая аристократов и магов, мигрировали в северный Китай. Спасаясь от исламизации Ирана, они поселились в городах Чанъань, Лоян, Кайфын, Янчжоу, Тайюань и других местах. В период династии Тан засвидетельствовано, что в северных городских центрах было не менее двадцати девяти зороастрийских храмов огня. Во время великой чистки последователей иностранных религий при императоре Тан Узонге зороастризм также подвергся подавлению.
Вторая фаза зороастризма в Китае пришлась на период Пяти династий и Десяти королевств (907—960), когда развился местный китайский зороастризм, просуществовавший до наших дней. В этот период боги согдийского зороастризма были ассимилированы китайской народной религией; зороастрийские течения китайской народной религии всё чаще исповедовались китайцами и просуществовали до 1940-х годов. До тех пор было известно, что китайские зороастрийские храмы действовали в Ханьяне, Хубэй.
Третий этап начался в XVIII веке, когда купцы-парсы отплыли из Мумбаи в Макао, Гонконг и Гуанчжоу. Кладбища парсов и храмы огня были построены в этих прибрежных городах на востоке Китая. Парсы были изгнаны, когда КПК пришла к власти в 1949 году. Храм огня парсов был построен в Шанхае в 1866 году и разрушен во время Культурной революции. Начиная с 1980-х годов в Китае поселилась новая волна парсов.
В классическом китайском языке зороастризм сначала назывался кит. 胡天 Хутян, которое в период Вэй-Цзинь стало наименованием всех северных кочевников. В раннем Тан специально для зороастризма был придуман новый иероглиф 祆 xiān, что означает «поклонение Небесам». Любопытно, что на Дальнем Востоке зороастрийцев считали «небопоклонниками», а не «огнепоклонниками» (по-японски название религии — Кенкё, как и по-китайски). В то время китайцы редко создавали иероглифы для чужой религии, и это свидетельствует о влиянии зороастрийцев на танское китайское общество.

## Заметки
1. ↑  Мужчина (с физическими чертами индоевропейца), одетый в характерную шапку и покрывало на лице, возможно, всадник на верблюде или даже зороастрийский священник, участвующий в ритуале в храме огня, поскольку покрывало на лице использовалось для избежания загрязнения священного огня дыханием или слюной. Статуя хранится в Туринском музее восточного искусства[англ.], Италия[1].